# Phare de Wustrow
Le phare de Wustrow (en allemand : Leuchtturm Wustrow) est un phare inactif situé sur la commune de Wustrow, dans l'Arrondissement de Poméranie-Occidentale-Rügen (Mecklembourg-Poméranie-Occidentale), en Allemagne.
Il a été remplacé en 2014 par une nouvelle balise  ayant les mêmes caractéristiques de signalisation maritime.
Il est géré par la WSV de Stralsund .

## Histoire
En raison du naufrage croissant sur le littoral de Wustrow, un bâtiment recevant une corne de brume à vapeur audible jusqu'à 6 milles nautiques (environ 11 km) a été installé en 1911. Une lampe à incandescence était montée sur la cheminée. Le signal de brouillard a été électrifié en 1922.
L'ancien phare de Wustrow , mis en service en 1933, a été construit au coin du premier bâtiment. À partir de 1972, le phare et la corne de brume ont été automatisés. Le signal de brouillard a été mis hors service en 1987.
Depuis 2008, le phare était menacé par la défense du littoral à cause de l'érosion et il devait être enlevé de la digue. Il a été désactivé le 1er avril 2014 et remplacé par un mât tubulaire en bout de jetée. Son ancienne lanterne a été démontée et entreposée au service des phares et balises de Stralsund. Non reconnu comme monument historique il risque la démolition s'il n'est pas sauvegardé.

## Description
L'ancien :
Le phare  est une tour quadrangulaire en brique de 8 m de haut, avec une galerie. La tour est non peinte en brique rouge et la lanterne est blanche avec un dôme rouge. Son feu à occultations émettait, à une hauteur focale de 11 m, trois brefs éclats blancs d'une seconde par période de 12 secondes. Sa portée était de 13 milles nautiques (environ 24 km).
Le nouveau :
La nouvelle balise  émet, à une hauteur focale de 12 m, trois brefs éclats blancs d'une seconde par période de 12 secondes. Sa portée est de 16 milles nautiques (environ 30 km).
Identifiant : ARLHS : FED-0267 - Amirauté : C1436 - NGA : 3512 .

## Caractéristiques dufeu maritime
Fréquence : 12 secondes (W-W-W)
- Lumière : 1 seconde
- Obscurité : 2 secondes
- Lumière : 1 seconde
- Obscurité : 2 secondes
- Lumière : 1 seconde
- Obscurité : 5 secondes

|                |
| L'ancien phare |

|                    |
| La nouvelle balise |

### Lien connexe
- Liste des phares en Allemagne